# متصرفية القدس

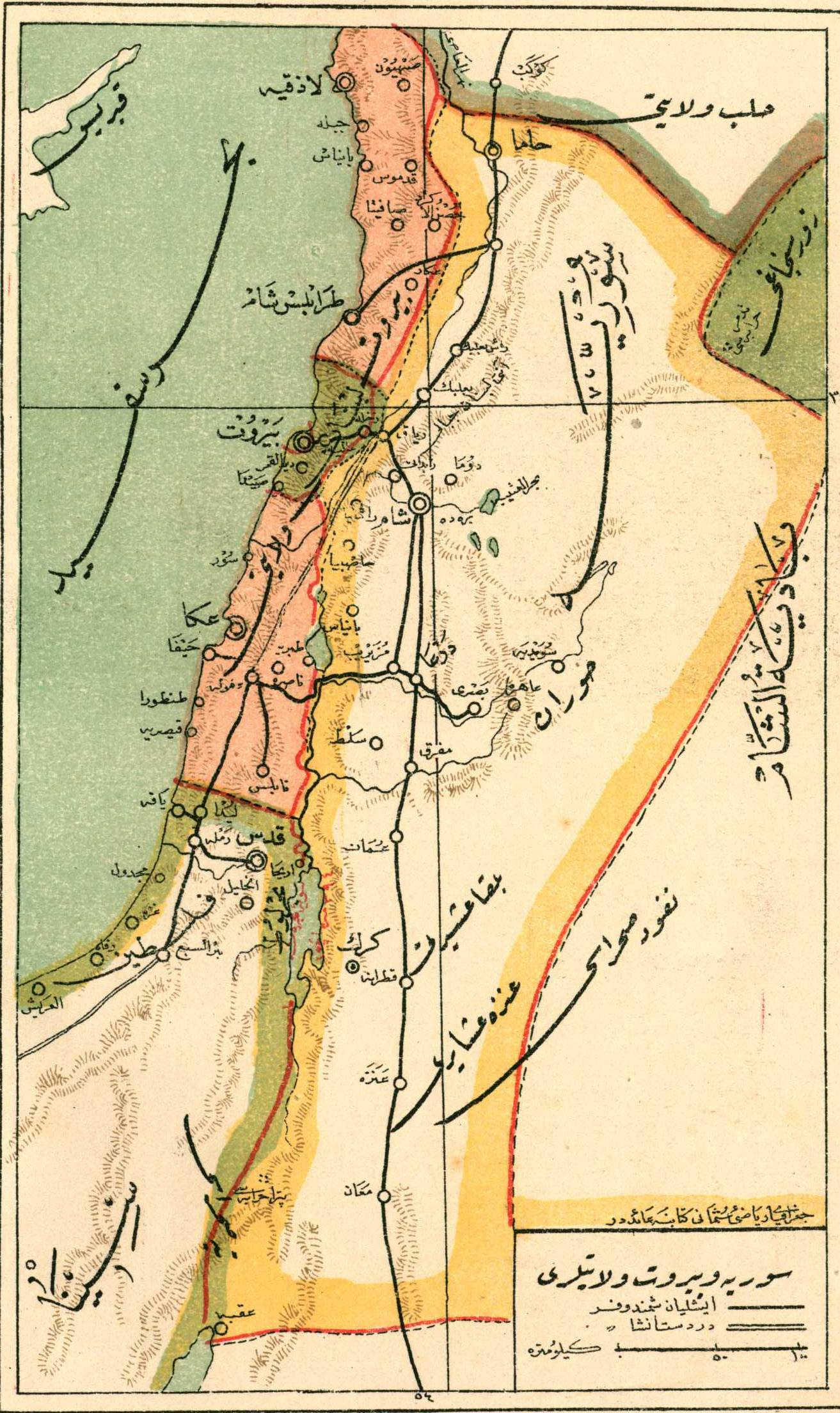
متصرفية القدس بين عامي 1912-1913

متصرفية القدس الشريف كانت متصرفية عثمانية مستقلة تتبعها أقضية هي قضاء يافا وقضاء غزة وقضاء الخليل وقضاء بئر السبع.

## تاريخ
ظلّت متصرفية القدس العثمانية تابعة للدولة العثمانية طيلة أربعة قرون، ولم تتغير الصورة الإدارية والعسكرية للمنطقة عما كانت عليه أيام المماليك.
وقد استطاع ظاهر العمر شيخ صفد أن يضم إليه طبرية ونابلس والناصرة وعكا سنة 1750 إلى أن ضم أحمد الجزار سورية كلها، واستطاع أن يرد حملة نابليون بونابرت عن عكا سنة 1799.
ثم حكم إبراهيم باشا (ابن محمد علي) سورية كلها (بما فيها القدس) عشر سنوات إلى أن استعادتها الدولة العثمانية.
وردت أول إشارة لتشكيل متصرفية القدس في الوثائق العثمانية عام 1874 (متصرفية القدس الشريف ذات الإدارة المستقلة). وقد تألفت هذه المتصرفية من أقضية القدس ويافا والخليل وغزة، وألحق بها بين عامي 1906 و 1909 قضاء الناصرة. وعام 1899 خولت الدولة متصرف القدس تشكيل قضاء جديد في بئر السبع الذي كان جزءا من قضاء غزة.

## الحدود
كان التقسيم الإداري محدودا بالبحر المتوسط غربا، وشرقا بنهر الأردن والبحر الميت، ومن الشمال بخط من مصب نهر العوجا إلى جسر إلى شرق الأردن قرب أريحا، وجنوبا بخط يتوسط غزة والعريش يمتد إلى العقبة.

## الناحية الإدارية
ومن الناحية الإدارية أوجدت الدولة العثمانية في مدينة القدس جميع الدوائر والمؤسسات الحكومية التي توجد عادة في مراكز الولايات. وقد احتكرت العائلات المتنفذة في القدس المجالس المحلية ومراكز الأقضية على حساب الفلاحين الذين عانوا أيضا إستغلال اليهود بعد عام 1881، وهو بداية الهجرة اليهودية المكثفة إلى منطقة . حيث بدأت ظاهرة الاستيطان الزراعي والاستيلاء على الأراضي. وكانت أول مستعمرة عام 1909 (دجانيا) بالقرب من طبريا. هذا على الرغم من تشرد الدولة العثمانية تجاه هذه الهجرة وإرسالها إلى متصرف القدس عام 1893 تعليمات جديدة تقضي بعدم السماح لأي من اليهود الأجانب بالبقاء في المتصرفية بعد انتهاء المدة المقررة للزيارة (ثلاثة أشهر)، ولكن هذه الجهود منيت بالفشل بعد ثورة الاتحاد الشرقي، وراحت الحركة الصهيونية تنظم الإدارات والقوانين والجهود لتكريس الاستيطان في متصرفية قدس العثمانية .
بالمقابل حاول العرب تأسيس الجمعيات والأحزاب السياسية المطالبة بالانتماء العربي والعاملة على مواجهة الاستيطان الصهيوني وعرقلة مساعيه.
وفي السنوات الأخيرة من العهد العثماني كانت منطقة جنوب الشام من الناحية الإدارية تقع في قسمين إداريين:
- الأول هو متصرفية القدس المستقلة المرتبطة بوزارة الداخلية في استانبول، وكانت أقضية بئر السبع والخليل وغزة ويافا تابعة لها بالإضافة إلى بيت لحم وتنتهي حدوده البرية عند قناة السويس التي اعتبرت قناة السويس خط فاصل بين الشام (ممثلة في متصرفية القدس) ومصر بموجب فرمان عام 1892 الصادر عن الوالي العثماني والمسلّم إلى الخدوي عباس والي مصر.
- والثاني: لواء نابلس ومن أعماله طولكرم وجنين وطوباس وبيسان، ولواء عكا، ومن أعماله صفد وطبرية والناصرة وحيفا. أما من الناحية العسكرية، فكانت منطقة جنوب الشام جزءًا من القيادة العسكرية العامة لسورية.